# Soulange-Teissier
Pour les articles homonymes, voir Tessier.
Soulange Louis Emmanuel Teissier, dit Soulange-Teissier, né le 8 juillet 1814 à Amiens et mort le 12 février 1898 à Milon-la-Chapelle est un peintre, lithographe et graveur français.

## Biographie
Soulange Louis Emmanuel Teissier est le fils de Blaise Teissier, avoué, et de Philippine Aglaé Destré.
En 1842, il épouse à Paris Marie Louise Vanier puis devient professeur de dessin au lycée Louis-le-Grand à Paris.
Peintre et graveur de reproduction, il obtient une médaille de troisième classe au Salon de 1841 puis une médaille de deuxième classe à celui de 1857.
Il meurt à Milon-la-Chapelle le 12 février 1898.
Il eut entre autres pour élève Edme Penauille.

## Distinctions

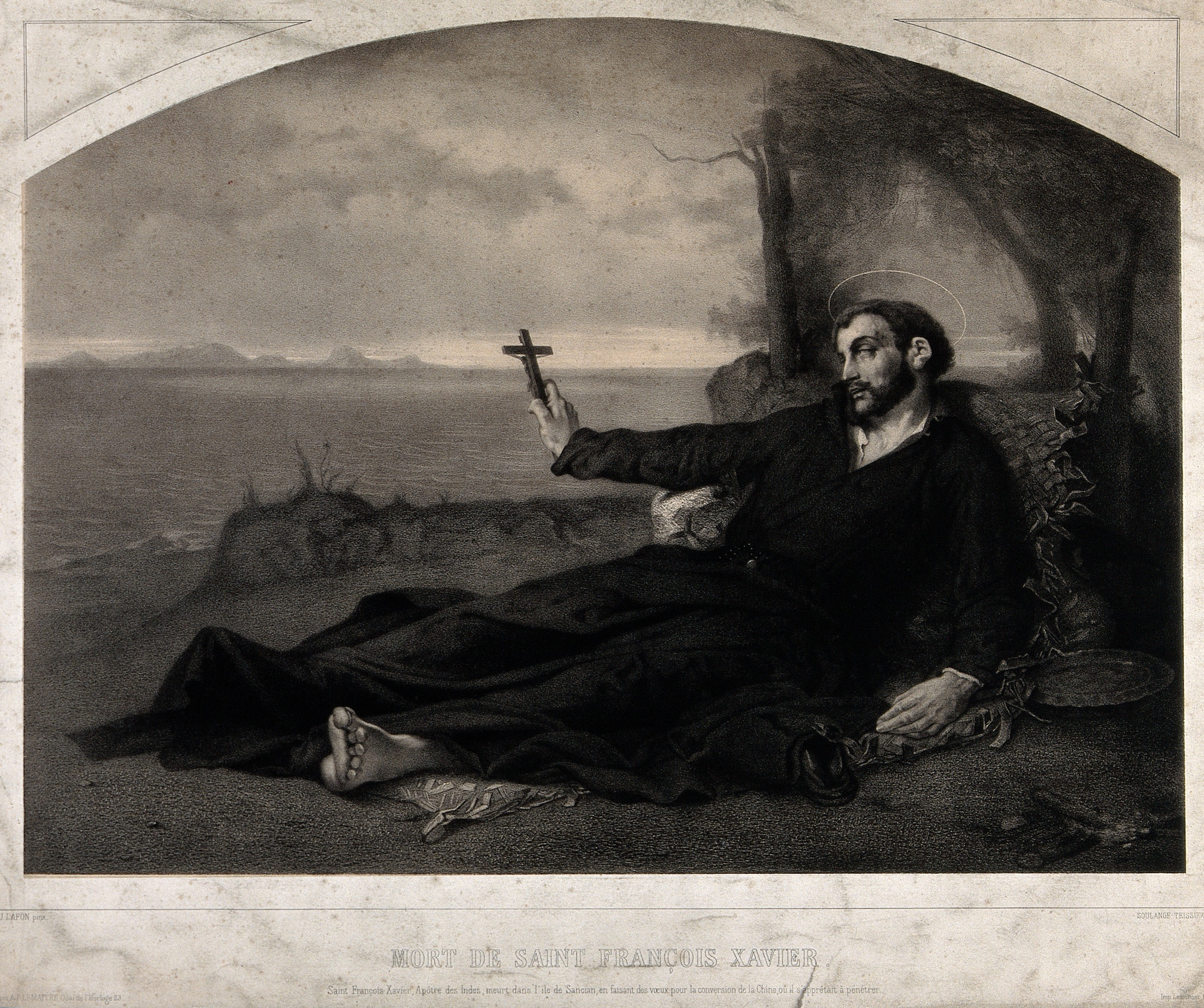
Mort de saint François Xavier (1854, Impr. Lemercier) d'après Jacques-Émile Lafon (Fonds Wellcome).

- Chevalier de la Légion d'honneur (1859)[6].